# Fiat Mio
La Fiat Mio FCC III est un concept-car automobile du constructeur automobile italien Fiat présenté au salon de l'automobile de São Paulo en octobre 2010 au Brésil. Ce véhicule a été réalisé par le centre de style Fiat de Betim au Brésil, centre d'études de référence pour les véhicules Fiat sur les marchés sud-américains.

## Le concept
Lors du salon de l'Automobile de Sao Paulo 2010, Fiat a présenté un concept car de véhicule ultra-compact. Le projet « Fiat Mio » est le fruit d'une approche participative sur internet, à l’instar de celle utilisée pour le développement de la Fiat 500 (2007), pour créer une voiture écologique. Il s’agit d’une interprétation concrète des nombreuses idées que les internautes ont postées sur internet, en utilisant un site spécifique, consacré à cette initiative.
Comme lors du développement de la Fiat 500 de 2007 en Italie, la filiale brésilienne du géant italien Fiat s’est adressée à la communauté internet pour sonder ses idées en vue de concevoir une voiture compacte et écologique. Plus de 17 000 participants se sont inscrits pour y participer, ce qui a donné lieu à plus de 10 000 idées créatives. Au total, le site consacré à cette organisation a déjà été visionné par plus de 2,15 millions de visiteurs uniques.
Les designers ont ainsi pu réinterpréter les idées proposées sur internet relatives à la création du concept-car Fiat Mio, un véhicule urbain, ultra compact, qui soit à la pointe de la technologie, facile à garer et aux émissions de CO2 réduites à zéro. Telle était la philosophie du projet Fiat Mio.
Le design du véhicule a été développé par une équipe spécifique de 10 designers Fiat qui ont interagi avec les internautes, afin de valider leurs propositions de style. Le projet a recueilli pas moins de 10 000 idées émanant de plus de 40 pays à travers le monde !
Le projet sélectionné au terme du processus de développement est basé sur un concept initial baptisé « Précision ». Il se caractérise à l’extérieur par un design minimaliste et fonctionnel, avec la priorité donnée à des surfaces vitrées particulièrement grandes. Le contraste entre les flancs, les surfaces vitrées et l’arrière à l’aspect modulaire confèrent une impression de solidité à l’ensemble du modèle.

### Autres caractéristiques importantes
Les roues, toutes motrices, sont entièrement couvertes afin d’améliorer l’aérodynamisme du véhicule tandis que les optiques avant et arrière sont complètement positionnées derrière les vitres sans pour autant perdre de vue l’apport esthétique qu’elles confèrent à la voiture.
L’habitacle permet une nouvelle expérience d’utilisation, inhabituelle à bord d’une voiture. Les interfaces, les accessoires d’information et d’infotainment sont facilement accessibles grâce à une ergonomie très soignée. L'agencement intérieur s’inspire du fait que, dans un futur proche, les voitures communiqueront de manière intelligente avec la route. Le mobilier de bord tient compte de cet aspect important et prend une large inspiration dans l’univers des jeux vidéo. Le choix de l’aménagement intérieur répond à la décision d’offrir le maximum d’espace à deux occupants.

### Les récompenses
Le design de la Fiat Mio a beaucoup marqué les esprits, tout comme son mode de conception. Le jury de l’International Design Excellence Awards (IDEA) a récompensé le concept-car de Fiat avec la médaille de bronze dans la catégorie ‘Stratégie de conception’. L’IDEA distingue des projets design conçus de manière globale et la Mio rentre parfaitement dans ces critères. 